# Jõetaguse (Kadrina)
Jõetaguse – wieś w Estonii, w prowincji Virumaa Zachodnia, w gminie Kadrina.